# Let's Begin
Let's Begin è l'EP di debutto della cantante inglese Clare Maguire, pubblicato il 19 dicembre 2010 in Irlanda e in Regno Unito dall'etichetta discografica Polydor.
L'EP contiene tre tracce più un'intervista della durata di due minuti. La prima traccia, You're Electric, è l'unica registrata in studio; Ain't Nobody e This Is Not the End, che compaiono rispettivamente come seconda e terza, sono esibizioni live. Tutte e tre le tracce saranno poi incluse nell'album di debutto della cantante, Light After Dark, pubblicato poco più di due mesi dopo.

## Tracce
1. You're Electric (Clare Maguire, Fraser T. Smith) - 3:57
2. Ain't Nobody (Live) (Clare Maguire, Fraser T. Smith) - 4:04
3. This Is Not the End (Live) (Clare Maguire, Fraser T. Smith) - 3:35
4. Interview (St. Luke's Session) - 2:00